# Batalla de Casilino
La batalla de Casilino o batalla del Volturno tuvo lugar en el año 554 junto al río Bolturno en Campania entre las tropas bizantinas al mando del general Narsés y un ejército germano al mando de Bucçlin. La batalla terminó con la victoria de las tropas bizantinas y la retirada de los germanos más allá de los Alpes.

## Antecedentes
Los pocos ostrogodos que quedaban en Italia en 552 desesperados por la conquista de su reino por el Imperio bizantino de Justiniano invitaron a los francos de las Galias a apoderarse de Italia y entregársela a los godos. El rey franco Teodebaldo envió a Italia a sus duques Lotario y Bucçlin (quien mandaba a los alamanes al este del Rhin).
Narsés se dirigió a la Toscana para mantener vigilados a los alemanes y puso sitio en Lucca que se rindió con condiciones.
En la primavera del 554, Narsés se encontraba en Roma mientras Lotario y Bucçlin se dirigieron al sur. Las fuerzas germanas se dividieron en dos columnas comandadas una por Bucçlin y otra por Lotario. Bucçlin que comandaba el ala derecha se apoderó de Campania, Lucania y Brescia; mientras Lotario, por la izquierda, devastaba Apulia y Calabria. Las fuerzas de Lotario se dirigieron al norte donde cruzó el río Po y se acuarteló en Venecia donde la peste no solo hizo imposible que continuara en campaña sino que se cobró la vida del caudillo en algún lugar entre Verona y Trento.
Bucçlin llegó a Campania y acampó en la orilla norte del Casinilo (río Volturno) y formó un campamento rodeado de terraplenes y murallas creadas con las ruedas de sus carros. Narses llegó desde Roma y acampó cerca. En la madrugada anterior a la batalla un sirviente murió a manos de su amo, un caudillo hérulo al que Narsés ordenó inmediatamente ejecutar. Los hérulos se indignaron y estuvieron a punto de amotinarse y hasta el último momento no estuvo muy clara su participación en la batalla.

## Composición de los ejércitos
El ejército germano estaba formado por 30.000 hombres. El historiador Agatias describe el ejército como franco aunque el contingente principal era alamán. Debía poseer una pequeña fuerza de caballería.
Bucçlin colocó a su ejército en una formación conocida como cabeza de jabalí (cuña) en el centro, con unidades escalonadas hacia atrás en ambas alas de manera que la formación se asemejaba a una V invertida.
El ejército bizantino, por su parte, era bastante polígloto. Consistía en caballería bizantina pesada muy acorazada, también tenían arqueros, lanzadores de jabalinas y honderos. Como auxiliares, Narsés tenía caballería herula, hunos y persas.
Narsés dispuso una línea defensiva con un frente muy dilatado compuesta por infantes y caballería desmontada. Detrás de la infantería se encontraban los honderos y arqueros. La retaguardia estaba formada por caballería. A ambos lados de esta línea defensiva se situó la caballería. Narsés mismo se situó en el ala derecha. En el flanco izquierdo, la caballería se escondió en un bosque con órdenes de salir a luchar sólo cuando el enemigo entrara en combate.

## Batalla
Los alamanes cargaron contra el endeble centro bizantino mientras los bizantinos disparaban sus hondas y arcos. En el centro, donde los hérulos no se encontraban en la posición asignada por Narsés, la línea bizantina retrocedió y se rompió amenazando con ser destruida. La punta de la formación alemana incluso sobrepasó la retaguardia bizantina.
Mientras, las alas de la infantería contenían a la mole del ejército de Bucçlin, los hérulos se deciden a luchar y en el centro de la formación contraatacaron a la cuña. Bucçlin se vio sorprendido por la llegada de esta fuerza adicional y la cuña se rompió. Entonces Narsés lanzó a la caballería para que rodeara sus alas y cogiera a los germanos por la espalda. Rodeados los invasores fueron masacrados.

## Consecuencias
Bucçlin y la mayoría de sus hombres murieron, mientras que las bajas romanas fueron pequeñas. Agatías da la cifra increíblemente baja de 80 víctimas bizantinas, si bien afirma que sólo sobrevivieron cinco godos. Cualquiera que sean los números verdaderos, fue una magnífica victoria para Narses, y daba señales del triunfo final del Imperio bizantino en Italia. A pesar de las grandes victorias de Narsés, la guerra no había terminado. Siete mil godos resistieron en Campsa, cerca de Nápoles hasta que capitularon en la primavera de 555. Las tierras y ciudades de todo el río Po todavía estaban en poder de los francos y godos, y no fue hasta el 562 que sus últimos reductos, las ciudades de Verona y Brescia fueron subyugados.